# Tizac-de-Lapouyade
Tizac-de-Lapouyade is een gemeente in het Franse departement Gironde (regio Nouvelle-Aquitaine) en telt 438 inwoners (1999). De plaats maakt deel uit van het arrondissement Libourne.

## Geografie
De oppervlakte van Tizac-de-Lapouyade bedraagt 9,4 km², de bevolkingsdichtheid is 46,6 inwoners per km².
De onderstaande kaart toont de ligging van Tizac-de-Lapouyade met de belangrijkste infrastructuur en aangrenzende gemeenten.

## Demografie
Onderstaande figuur toont het verloop van het inwonertal (bron: INSEE-tellingen).